# Место (фестиваль)
«Место» (Mesto) — международный проект уличного искусства, который проходит в Нижнем Новгороде с 2017 года.

## Описание
Основной задачей проекта является переосмысление городской среды Нижнего Новгорода. За первые шесть лет в рамках фестиваля было создано более 250 новых объектов уличного искусства. Участниками стали около 150 художников из разных городов России и из-за рубежа. Проект охватывает многие практики уличного искусства — граффити, стрит-арт, неомурализм, городские интервенции, уличные перформансы, микро-стрит-арт и др. Для многих произведений характерна категория «site-specific» — художественные практики, вдохновленные конкретной локацией, её архитектурой и функционалом. При подготовке эскизов художники изучают исторический контекст, делая на него отсылки в своих работах. В рамках фестиваля также были организованы выставки, показы документальных фильмов, экскурсии, мастер-классы и лекции от знаковых представителей стрит-арта и граффити. Создатель и идеолог фестиваля — нижегородский художник Никита Nomerz.

## Экскурсии
Ежегодно в рамках фестиваля организовываются серии пеших и автобусных экскурсий по объектам нижегородского уличного искусства. Кроме профессиональных гидов экскурсию проводят кураторы и художники. Общее количество участников экскурсий за 2017—2022 гг составляет около 1000 человек. Кроме уличных туров в 2021 году были организованы экскурсии по мастерским нижегородских художников.

## Онлайн карта
В рамках проекта была создана онлайн карта с отметками уличного искусства Нижнего Новгорода. Карта сформирована на несколько слоев: работы фестиваля «Место», объекты сделанные в рамках других проектов и партизанские работы. А также отдельным слоем формируется утраченные работы. Карта регулярно обновляется и насчитывает более 300 точек.
В 2022 году был создан онлайн-гид в формате Telegram-бота, с помощью которого можно самостоятельно находить объекты уличного искусства следуя указанному маршруту.

## Выставки
2022 — Коллективная выставка «Совместимость» (Нижний Новгород, галерея «9Б»)
2021 — Коллективная выставка «Место x Зарядье» (Москва, парк «Зарядье», пространство «Северный тоннель»)
2021 — Дмитрии Аске: «Отблеск будущего» (Нижний Новгород, галерея «9Б»)
2021 — Оля INEY: «20 кадров в секунду» (Нижний Новгород, культурно-образовательный центр Terminal A)
2021 — Коллективная выставка «ФАН» (Нижний Новгород, культурно-образовательный центр Terminal A)
2020 — Коллективная выставка «Место» (Нижний Новгород, галерея «9Б»)
2019 — Марат Morik: «Слабые места» (Нижний Новгород, галерея «9Б»)

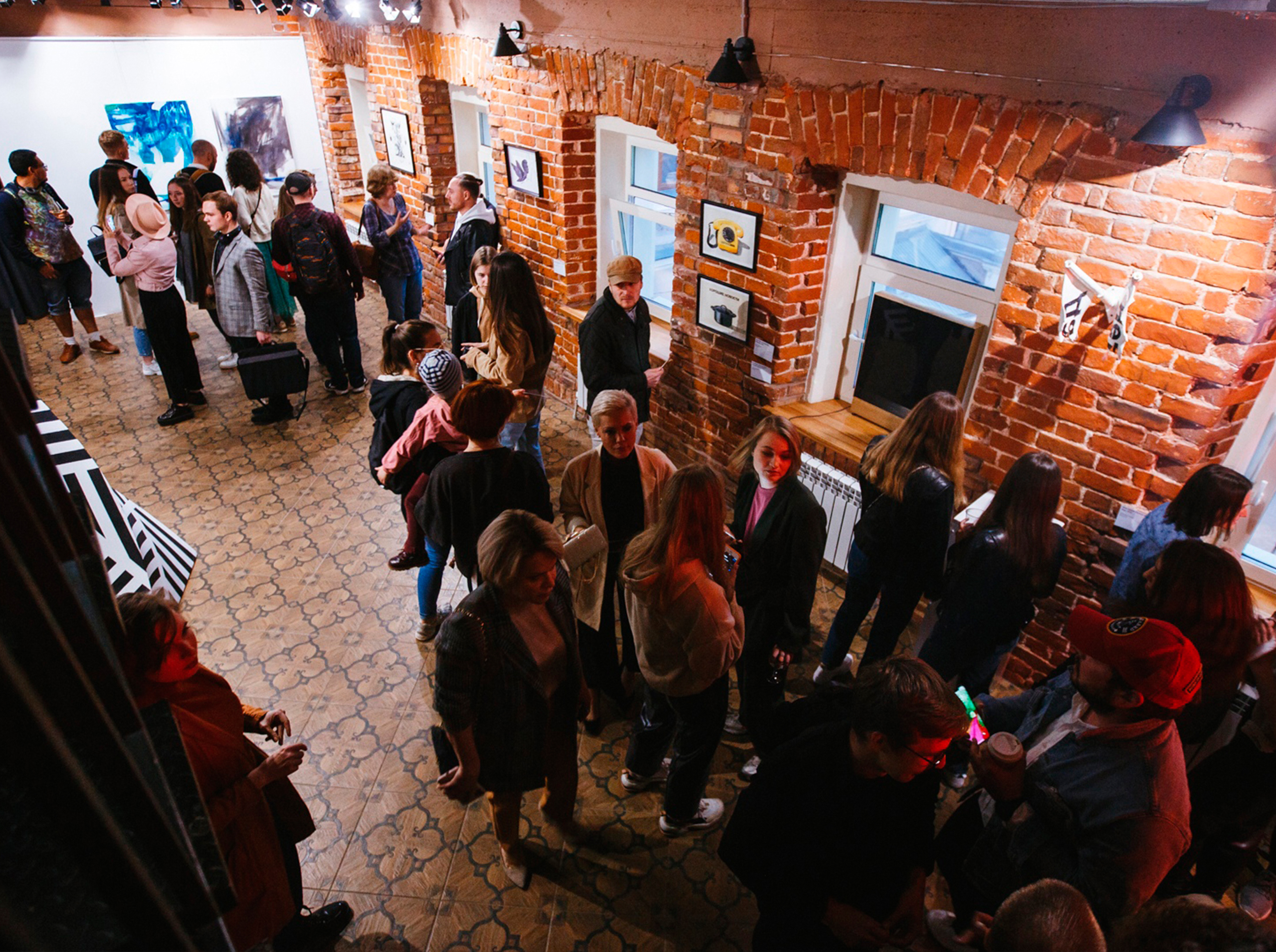
Коллективная выставка «Место» (Нижний Новгород, галерея «9Б», 2020)

## Фильмы
2022 — Документальный фильм «Место’21» (режиссер: Борис Дементьев)
2021 — Документальный фильм «Oh my Град: Нижний Новгород» (режиссер: Глеб Мамонов)
2021 — Документальный фильм «Граффити 800» (режиссер: Виктор Осин)
2020 — Документальный фильм «Место’20» (режиссер: Борис Дементьев)
2019 — Документальный фильм «Место’18» (режиссер: Антон Семериков и Никита Nomerz)

## Участники фестиваля
Александр Dyoma (Рязань), Александр Блот (Пенза), Александр Жунёв (Пермь), Алексей Kislow (Севастополь), Алексей Luka (Москва), Анатолий Akue (Москва), Андрей Бергер (Москва), Андрей Оленев (Нижний Новгород), Арт-группа 33+1 (Владивосток), Арт-группа Zuk club (Москва), Владимир Абих (Санкт-Петербург), Дмитрий Аске (Москва), Дмитрий Каштальян (Минск), Иван Найнти (Протвино), Иван Серый (Нижний Новгород), Илья Мозги (Екатеринбург), Кирилл Ведерников (Вязники), Команда Фрукты (Пермь), Костя Zmogk (Москва), Максим Реванш (Екатеринбург), Максим Трулов и Ксюша Ласточка (Нижний Новгород), Марат Morik (Новосибирск), Михаил Psof (Москва), Никита Ходак (Москва), Никита Nomerz (Нижний Новгород), Павел Rtue (Севастополь), Покрас Лампас (Санкт-Петербург), Роман Мураткин (Серпухов), Рустам Qbic (Казань), Слава Птрк (Москва), Стас Багс (Санкт-Петербург), Юрий Аверин (Красноярск), Ян Посадский (Воронеж), Aifo (Тель Авив), Jon (Калининград), NDWZ (Вена), Petro (Москва), Skirl (Вена), Wuper Kec (Нови-Сад), Zak Mini Monster (Москва) и другие.

## Примеры работ

«Giga», Wuper Kec. Мурал на жилом доме № 22 по ул. Алексеевская
«Соль Земли», Дмитрий Аске. Мурал на жилом доме № 8 по ул. Памирская
Без названия, Petro. Мурал на жилом доме № 28 по ул. Аэродромная
«Оберег», Покрас Лампас Работа посвещённа утрате культурного наследия,  ул. Короленко, 40

## Мнение
Нижний Новгород — город контрастов, как бы банально это не звучало. Отголоски купечества вступают в симбиоз с индустриальным прошлым, даже ландшафт намекает на то, что городу было суждено стать центром Приволжья, не только крупнейшим торговым центром, но и культурным, вдохновляющим мастеров и художников на создание шедевров. В последние годы в Нижнем Новгороде начала активно развиваться городская среда и уличная культура. Нижегородские стрит-арт художники внесли огромный вклад в это развитие, преобразили дома и улицы города, сделали общественные пространства интересными и приветливыми для жителей и туристов.
За последние 10 лет нижегородский стрит-арт из локальной субкультуры превратился в самостоятельное, полноценное направление в искусстве. Работы нижегородских уличных художников стали узнаваемы за пределами родного города, появились экскурсии по местам стрит-арта.
Особое место в нижегородском стрит-арте занимает фестиваль «Место», организатором которого является нижегородский художник Никита Nomerz. Во многом благодаря фестивалю уличного искусства в столицу Приволжья стали съезжаться художники со всей России и из других стран, а Нижний Новгород негласно прозвали столицей российского стрит-арта.
Олег Беркович, министр культуры Нижегородской области:
Уличное искусство — мощный инструмент гуманизации общественной среды. Художники её гуманизируют своими работами, им не нужно мешать. Им нужно помогать. При этом наша позиция — не пытаться форматировать, а давать им творить. Наша задача в том, чтобы художники самореализовывались, получали удовольствие и привлекали художников из других городов и стран. Тогда в городе будет движ.
Нижегородский стрит-арт — одно из самых самобытных направлений регионального искусства. И, конечно, фестиваль «Место» — главное стрит-арт событие города — привлекает с каждым годом все больше внимания не только нижегородцев, но и туристов. Объекты фестиваля гарантированно становятся точками притяжения. Благодаря художникам Нижний не только внешне преображается, но и становится местом рождения и трансляции новых смыслов.